# Lucas Pereira
Lucas Pereira (Rio de Janeiro, 25 de fevereiro de 1972) é um jornalista e narrador esportivo brasileiro.
Trabalhou mais de 15 anos no SporTV, onde cobriu quatro Jogos Olímpicos (1996, 2000, 2004 e 2008) e quatro Copas do Mundo (1998, 2002, 2006 e 2010), além de 11 anos na RecordTV, onde fez mais duas coberturas de Jogos Olímpicos pelo canal (2012 e 2016), além de dois jogos Pan-Americanos (2015 e 2019).
É torcedor do Fluminense.

## Biografia
Formado em Jornalismo e Mestre em Comunicação Social, setor de novas tecnologias, pela Universidade do Estado do Rio de Janeiro, Lucas Pereira começou no rádio esportivo em 1990, com apenas 18 anos, trabalhando nas rádios Guanabara, Tupi, Nacional e Tropical, antes de ir para o SporTV, em maio de 1996, onde participou da cobertura de quatro Copas do Mundo e Olimpíadas. Integrou as equipes dos canais PFC e Combate, nos quais esteve até o início de 2012. Narrou os mais variados esportes, como: vôlei, tênis, atletismo, natação, MMA, futsal,  Fórmula Indy, basquete, entre outros.
Pelo SporTV, narrou a grande final da Copa América de 2004, entre Brasil e Argentina, que teve o Brasil como campeão.
Em 2007, foi a voz de Lucas Pereira que irradiou o milésimo gol de Romário na televisão brasileira - o confronto contra o Sport foi exibido exclusivamente pelo SporTV naquele dia.
Após estar há mais de 15 anos no Canal Campeão, Lucas mudou-se para Rede Record, para ser um dos locutores da emissora nas Olímpiadas de 2012 e substituir o narrador Eder Luiz, que pediu demissão da emissora. Narrou todas as partidas do Brasil no Torneio Masculino de Futebol, além de competições de basquete e de natação.
Em 2014, foi um dos narradores dos Jogos Olímpicos de Inverno. Em outubro do mesmo ano, Lucas assume o programa Esporte Fantástico, no lugar de Maurício Torres, falecido em maio e a partir daí, torna-se o narrador principal de esportes da emissora.
Nos Jogos Pan-Americanos de 2015, em Toronto, narrou os jogos do Brasil no futebol masculino e feminino, além de competições de natação.
Em 2016, nos Jogos Olímpicos do Rio de Janeiro narrou os jogos da Seleção Brasileira nos torneios masculino e feminino de futebol, na final masculina narrou ao jogo entre Brasil e Alemanha.
Em 2020, com o Esporte Fantástico cancelado por causa da pandemia do novo coronavírus, Lucas foi repórter do jornal Fala Brasil, cobrindo assuntos policiais.
Em 2021, depois de 2 anos volta narrar, neste caso o Campeonato Carioca. Neste campeonato, chega a narrar dois jogos no mesmo dia. Nesta época, contraiu a Covid-19.
Em 2023, deixou a RecordTV, sendo que nos três últimos anos, fora narrador do Campeonato Carioca (2021 e 2022) e do Campeonato Paulista (2023).

## Narrações marcantes
- Conquista do Brasil na Copa América (2004)
- Milésimo gol de Romário (2007)
- Conquista do Botafogo na Taça Rio (2010)
- Conquista da medalha de ouro do México nos Jogos Olímpicos de Londres (2012)
- Conquista da Seleção Brasileira Feminina de Futebol nos Jogos Pan-Americanos de Toronto (2015)
- Primeira conquista da Seleção Brasileira Olímpica de Futebol nas Olimpíadas do Rio (2016)